# 古晋濕地國家公園
古晋濕地國家公園是馬來西亞的國家公園，位於砂拉越，成立於1992年，面積66平方公里，距離古晉約30公里，有白腹海鵰、鱟、犀鳥等野生鳥類棲息。